# Fototaxia

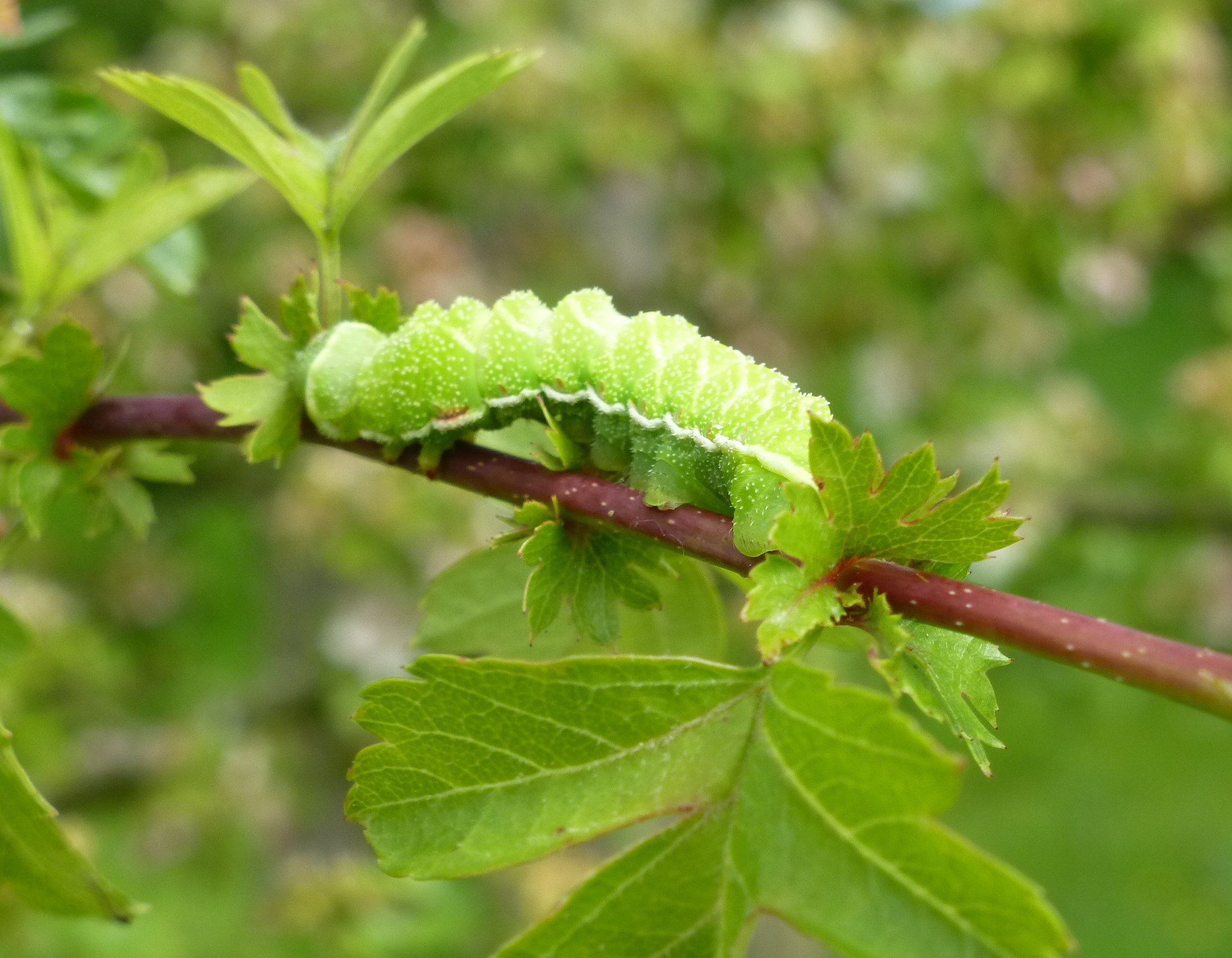
Rama que sufrió de fototaxia.

La fototaxia es una habilidad que poseen muchas células para realizar movimientos orientados en respuesta a la intensidad de la luz. El efecto contrario, movimiento no orientado, se denomina fotofobia o fotoshock. Si hay una alta intensidad de luz la célula realizará sus movimientos en el sentido contrario de la fuente (fototaxia negativa). Sin embargo, ante intensidades de luz medias, se dirigirá hacía el haz de luz (fototaxia positiva). Ante cambios bruscos de luz, la célula realizará movimientos no dirigidos (fotofobia) (Harris, 2008). Los elementos celulares fotorreceptores capaces de detectar la luz se llaman manchas oculares, los cuales son los ojos más simples y más comunes encontrados en la naturaleza.
En los procariotas fotosínteticos se han diferenciado dos tipos de taxia:
- Escofotaxia: se detecta al microscopio. Consiste en que cuando tenemos el microscopio encendido, primero el microorganismo se desplaza fuera del campo de iluminación del microscopio. Cuando llega a la zona de oscuridad invierte su dirección, volviendo a la zona iluminada.
La llamada verdadera fototaxia es el movimiento hacia gradientes superiores de iluminación. En este caso se habla de fotorreceptores que se encuentran en las bacterias y les permiten acercarse o huir de un gradiente de luz.